# كراب لا بالا
كراب لا بالا (بالإنجليزية: Crap la Pala)‏ هو أحد جبال سلسلة وجزء من القمة الأم يقع في كانتون غراوبوندن، سويسرا. يبلغ ارتفاع الجبل حوالي 2151 متر، بينما يبلغ ارتفاع نتوء الجبل متر.